# 瓦爾特MP衝鋒槍
瓦爾特MP（MP，意為：「瓦爾特冲锋枪」）是一款由西德瓦爾特有限公司在1963年至1987年期間設計及生產的一系列冲锋枪。發射9×19毫米帕拉貝倫口徑手枪子彈。

## 設計
唯一的區別MPL和MPK的方法就是槍管長度。它利用一個特殊的「Ｌ」狀槍機和反沖作用進行射擊。槍機是包絡式設計，因為槍機比槍管較高及大，令其機匣縮短以縮短全槍長度。槍機導桿同時作為復進簧導桿以穿過槍機上部的通孔的方式固定於機匣中，使槍機重心放在槍機彈底窩上方。槍機和復進簧套在導桿上作往復運動時，質心只會在槍管軸線上方移動，減小槍口跳動，保持點射散佈精度。護木具有大量散熱孔以便降低全槍溫度。槍機兩側開有縱槽，容納灰塵和油泥，保證槍機能夠正常操作。快慢機在機匣兩方、扳機後方，以便雙手的大拇指能夠直接操作。而槍背帶環在機匣左方、快慢機後方和護木前端。
MPL具有兩個金屬製機械照門及準星。下方的是覘孔式照門及柱狀準星，上方的是缺口式照門及簡易準星。下方的用於100公尺以內，上方的用於200公尺以內。
另外，所有瓦爾特MP的槍托由幼钢管製成，可以向右縮折後充當前握把。

## 衍生型
- MPL（德文：Maschinen-Pistole Lang，意為：「瓦爾特長冲锋枪」）
- MPK（德文：Maschinen-Pistole Kurz，意為：「瓦爾特短冲锋枪」）
- MPSD（德文：Maschinen-Pistole Schall-Dämpfer，意為：「瓦爾特消聲冲锋枪」）

## 採用

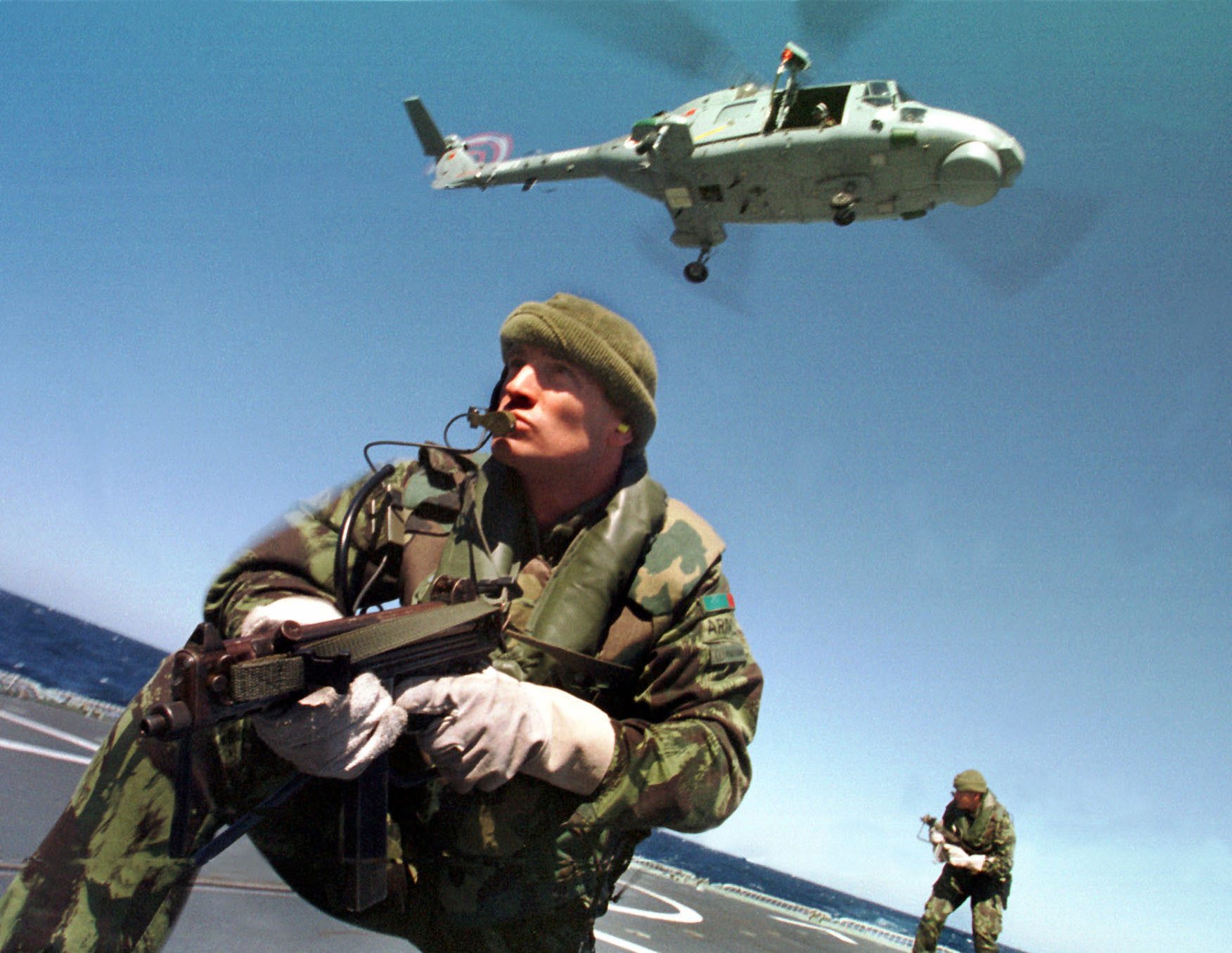
葡萄牙海軍陸戰隊使用瓦爾特MP進行練習。

瓦爾特MPL和MPK衝鋒槍結構簡單，輕巧便攜，點射散佈精度良好，動作可靠，在當時確是很優秀的衝鋒槍。投產後，由於當時的西德陸軍裝備的制式衝鋒槍是以色列烏茲衝鋒槍合法生產型的MP2，所以MPL和MPK衝鋒槍主要是被西德警方廣泛裝備。同一時間HK公司也研製了HK54，但直到1966年才定型為MP5，在時間上已經失了先機，所以在西德國內只被少數採用。
此外，瓦爾特MPL和MPK衝鋒槍還出口到其他國家，例如被墨西哥海軍和葡萄牙海軍採用為製式裝備，巴西、哥倫比亞和委內瑞拉也購買了相當多的數量，美國海軍海豹突擊隊在越南也使用過。此時的MP5由於結構複雜、價格昂貴還沒有為人所熟悉，這種情況直到“慕尼黑事件”後才開始改變。
1972年7月，西德慕尼黑奧運會上發生了巴勒斯坦“黑九月”組織劫持以色列運動員的恐怖事件，西德警察營救失敗導致人質全部喪生，舉世震驚。世界各國都掀起組建專門反恐部隊的熱潮，這些新組建的部隊都需要採購合適的武器。
雖然導致人質喪生是由於決策失誤和沒有足夠數量的訓練有素的狙擊手所致，事後責任不歸於瓦爾特MP，然而瓦爾特MP系列衝鋒槍的名譽卻因此而一落千丈，MP5乘機異軍突起，成為世界各國反恐部隊的標誌性武器。在MP5的擠壓以下，MPL和MPK由於沒有足夠的市場份額來維持生產線的運作，最終在1987年停產，現在的瓦爾特公司也只以半自動手槍為主打產品。

## 使用國
| 國家       | 組織名稱                   | 型號      |
| ---------- | -------------------------- | --------- |
| 巴西       | [ 3 ]                      | 瓦爾特MPK |
| 哥伦比亚   | [ 3 ]                      | 瓦爾特MPK |
| 德国       | 西德海軍（採用至1960年代） | —         |
| 德国       | 德國聯邦警察               | —         |
| 黎巴嫩     | —                          | 瓦爾特MPL |
| 墨西哥     | 墨西哥海軍                 | —         |
| 葡萄牙     | 葡萄牙海軍                 | —         |
| 葡萄牙     | 葡萄牙海軍陸戰隊           | —         |
| 美国       | 美國海軍海豹部隊           | —         |
| 美国       | 美國陸軍三角洲特種部隊     | —         |
| 委內瑞拉： | [ 3 ]                      | 瓦爾特MPK |
| 辛巴威     | [ 3 ]                      | 瓦爾特MPK |

## 流行文化

### 電影
- 2002年—：型號為MPK及MPL，由「清道夫」們所使用。
- 2012年—：型號為MPL，在哥斯達黎加的高速追逐上，由一名恐怖份子所使用。

### 電子遊戲
- 2010年—：於戰役模式、聯機模式及殭屍模式中皆有出現，型號為MPL，命名為「MPL」，以32發彈匣（殭屍模式時為24發）供彈，最高攜彈量為256發（聯機模式）和120發（殭屍模式）；聯機模式時於等級35解鎖，並可以使用雙彈匣、ACOG光學瞄準鏡、紅點鏡、反射式瞄準鏡、握把（其實只是伸縮式槍托）、消音器、射速增加；殭屍模式時需要1,000點點數，另有一款衍生型稱作「MPL-LF」，以40發彈匣供彈，最高攜彈量為200發，並已經隨槍具有延長彈匣和紅點鏡。
- 2017年—《世界大戰：英雄》：型号为MPL，命名为“MPL原型”；奇怪地MPL本为世界大战后开发出来的武器，却被加入到了以第二次世界大战为题材的游戏當中。
- 2021年—《使命召唤：黑色行动冷战》：命名为“LC10”，为第二赛季更新武器，仅出现在多人模式和战区模式中。奇怪地使用類似精密國際AW狙擊步槍的機匣。

### 動畫
- 2009年—：型號為MPL，移除槍托版由亞美斯特利斯軍士兵所使用。

## 資料來源
1. 1 2 3 4 5 6 7 8 9 10 11 12  Hogg, Ian (2002). Jane's Guns Recognition Guide. Jane's Information Group. ISBN 0-00-712760-X.
2. 1 2 3 4 5 6 7 8 9  http://world.guns.ru/smg/smg39-e.htm
3. 1 2 3 4  Jones, Richard D. Jane's Infantry Weapons 2009/2010. Jane's Information Group; 35 edition (January 27, 2009). ISBN 978-0710628695.
4. ↑  Griswold, Terry and D.M. Giangreco. Delta: America's Elite Counterterrorist Force. Osecola, WI: MBI Publishing Company, 1992. ISBN 0-87938-615-0.

## 外部連結
- （英文）—Modern Firearms—Walther MPL and MPK submachine guns （页面存档备份，存于）
- （英文）—Guns Lot—Walther MPK
- （英文）—The Firearm Blog.com—
  - TFBTV: The Beautifully Obscure Walther MPL SMG （页面存档备份，存于）
  - Walther MPL Field Strip （页面存档备份，存于）
  - Walther MPL Run and Gun (Full Auto) （页面存档备份，存于）
  - TFBTV Doing What We Do: Shooting Compilation （页面存档备份，存于）
- （英文）—The Truth About Guns.com—Obscure Object of Desire: Walther MPK SMG （页面存档备份，存于）
- （英文）—Tactical Life.com—MPL & MPK: Walther’s Cold War MP Subguns （页面存档备份，存于）
- （英文）—Youtube—Forgotten Weapons - Walther MPL Submachine Gun （页面存档备份，存于）
- （俄文）—Энциклопедия Вооружений－Walther MP-l （页面存档备份，存于）
- （简体中文）—D Boy Gun World（槍炮世界）—MPL/MPK冲锋枪 （页面存档备份，存于）
- （简体中文）—《轻兵器》—
  - 德国华尔特MP-L 9mm冲锋枪内部结构探秘 （页面存档备份，存于）
  - 细说瓦尔特MP冲锋枪 （页面存档备份，存于）